# Miguel II Asen
Miguel II Asen (en búlgaro: Михаил II Асен; c. 1239-diciembre de 1256/enero de 1257), fue zar de Bulgaria de 1246 a 1256 o 1257. Era hijo de Iván Asen II e Irene Comneno Ducas. Sucedió a su medio hermano, Kalimán Asen I. Su madre u otro pariente deben haber gobernado Bulgaria durante su minoría.
Juan III Ducas Vatatzés, emperador de Nicea y Miguel II de Epiro invadieron Bulgaria poco después de la ascensión de Miguel. Vatatzés capturó las fortalezas búlgaras a lo largo del río Vardar; Miguel de Epiro tomó posesión de Macedonia occidental. En alianza con la República de Ragusa, Miguel II Asen irrumpió en Serbia en 1254, pero no pudo ocupar territorios serbios. Después de la muerte de Vatatzés, reconquistó la mayoría de los territorios perdidos ante Nicea, pero el hijo y sucesor de Vatatzés, Teodoro II Láscaris, lanzó una exitosa contraofensiva, lo que obligó a Miguel a firmar un tratado de paz. Poco después del tratado, boyardos (nobles) descontentos asesinaron a Miguel.

## Primeros años

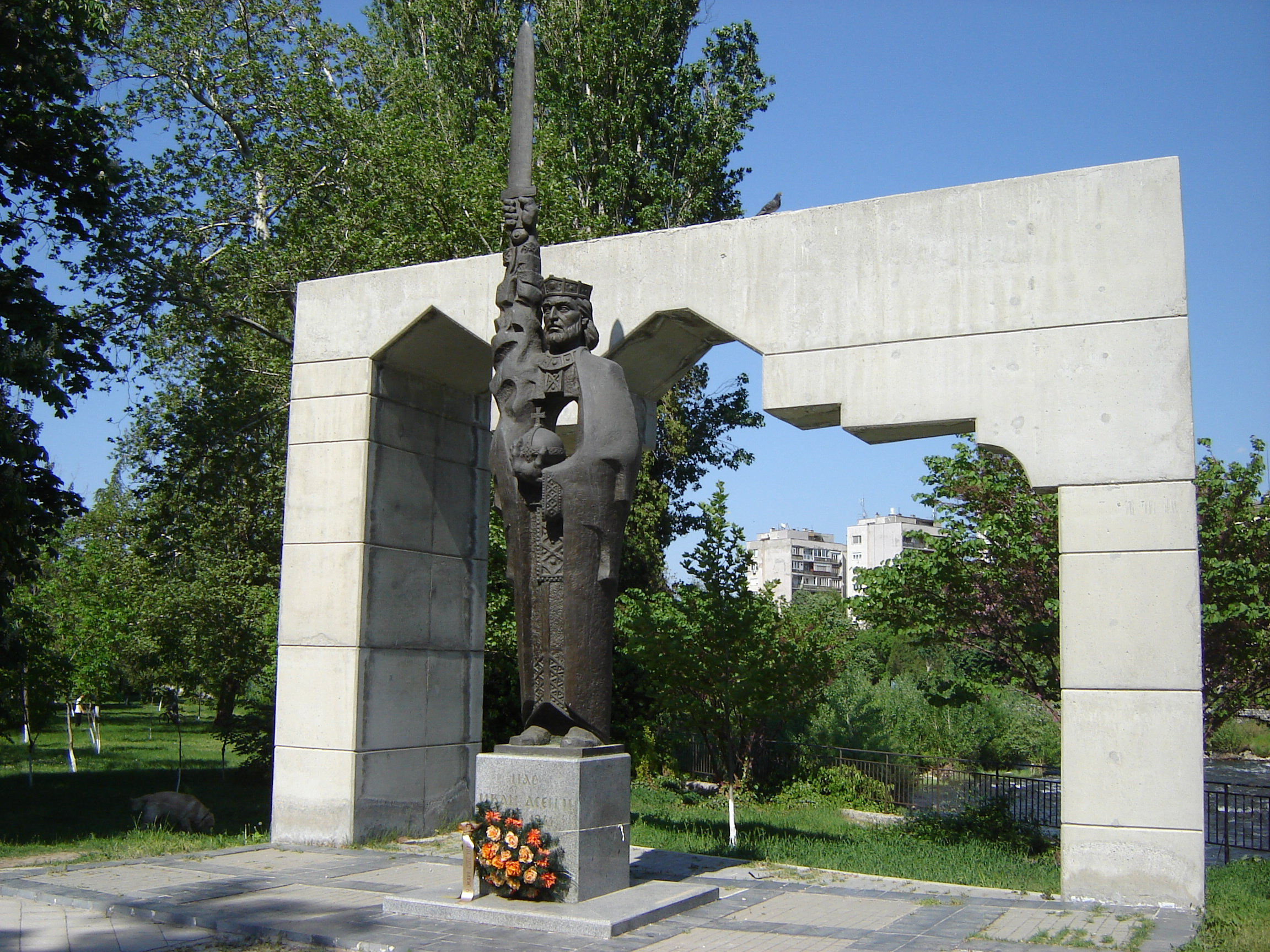
Un monumento al padre de Miguel, Iván Asen II de Bulgaria

Miguel era hijo de Iván Asen II de Bulgaria e Irene Comneno Ducas. Lo más probable es que nació en 1239. Su padre, que murió en la primera mitad de 1241, fue sucedido por su hijo Kalimán. Kalimán murió inesperadamente (posiblemente por envenenamiento, según rumores contemporáneos) en agosto o septiembre de 1246.

## Reinado

### Perdidas territoriales

Bulgaria durante los reinados de Miguel Asen y de su hermano Kalimán.

Miguel, que solamente tenía siete u ocho años, sucedió a su medio hermano Kalimán. Según una teoría académica, la madre de Miguel gobernó Bulgaria durante su minoría, pero se quedó en Tesalónica únicamente tres meses después de su coronación. Según otra teoría, su cuñado, Pedro, asumió la regencia del joven zar.
Juan III Ducas Vatatzés, emperador de Nicea, invadió Bulgaria poco después de la muerte de Kalimán. Capturó Serres y se apoderó de Mélnik con el apoyo de la población local. Pronto invadió el valle del río Vardar y ocupó todas las fortalezas de la región. Miguel II Comneno Ducas, gobernante de Epiro, también irrumpió en Bulgaria y ocupó Macedonia occidental. Los búlgaros reconocieron la conquista de Vatatzés en un tratado de paz a finales de 1246 o principios de 1247. El tratado también los prescribió para apoyar a Vatatzés contra el Imperio latino de Constantinopla.

### Nuevos conflictos
Bela IV de Hungría otorgó el Banato de Severin a los caballeros hospitalarios el 2 de junio de 1247. La carta de concesión enumeró a Bulgaria entre los países contra los cuales los hospitalarios debían proporcionar ayuda militar, lo que evidencia el plan de Bela para atacar Bulgaria. A pesar de la tensa relación entre Hungría y Bulgaria, las tropas búlgaras ayudaron a Vatatzés a invadir los territorios tracios del Imperio latino en agosto de 1247.
Rubruquis, que visitó el Imperio mongol entre 1253 y 1255, enumeró los reinos de Michael («Blakia, el territorio de Assan, y Pequeña Bulgaria») entre los países que pagaban tributo a los mongoles. Miguel concluyó una alianza con la República de Ragusa (actual Dubrovnik en Croacia) contra Esteban Uroš I, rey de Serbia, en 1254. El tratado muestra que el sebastocrátor Pedro gobernó un gran territorio en Bulgaria casi independientemente de Miguel. Después que Radoslav de Hum se uniera a la coalición, Miguel lanzó una campaña contra Serbia, llegando hasta Bijelo Polje. Según una teoría académica, un ataque húngaro contra Bulgaria obligó a Miguel a regresar apresuradamente de Serbia.
Vatatzés murió el 4 de noviembre de 1254. Aprovechando la ausencia de fuerzas importantes de Nicea, Miguel irrumpió en Macedonia y reconquistó las tierras perdidas ante Vatatzés en 1246 o 1247. El historiador bizantino, Jorge Acropolita, registró que los habitantes locales de habla búlgara apoyaron la invasión de Miguel porque querían sacudirse del «yugo de los que hablaban otro idioma». Para asegurar una relación pacífica con Hungría, Miguel se casó con Ana de Macsó, que era hija de la hija de Bela IV, Ana, y su esposo, Rostislav Mijaílovich. Un hombre y una mujer representados en un icono de la iglesia de san Miguel en Kastoriá se asociaron erróneamente con Miguel y su esposa (o madre).

### Últimos años
El hijo y sucesor de Vatatzés, Teodoro II Láscaris, lanzó una contra invasión a principios de 1255. Al referirse a la nueva guerra entre Nicea y Bulgaria, Rubruquis describió a Miguel como «un simple muchacho cuyo poder ha sido erosionado» por los mongoles. Miguel no pudo resistir la invasión y las tropas nicenas capturaron Stara Zagora. Fue solamente el clima severo lo que impidió que el ejército de Teodoro continuara la invasión. Las tropas de Nicea reanudaron su ataque en la primavera y ocuparon la mayoría de las fortalezas en las montañas Ródope. Una rebelión en Mélnik obligó a Teodoro a marchar hacia la ciudad, pero logró derrotar a los alborotadores antes de regresar a Asia Menor para el invierno.
Miguel irrumpió en el territorio europeo del Imperio de Nicea en la primavera de 1256. Saqueó Tracia cerca de Constantinopla, pero el ejército niceno derrotó a sus tropas cumanas. Le pidió a su suegro que mediara en una reconciliación entre Bulgaria y Nicea en junio. Teodoro acordó firmar un tratado de paz solo después de que Miguel reconoció la pérdida de las tierras que había reclamado para Bulgaria. El tratado determinó el curso superior del río Maritsa como la frontera entre los dos países. El tratado de paz indignó a muchos boyardos (nobles) que decidieron reemplazar a Miguel por su primo, Kalimán Asen. Kalimán y sus aliados atacaron al zar que murió a causa de sus heridas a finales de 1256 o principios de 1257.

Ahora el gobernante de los búlgaros, Miguel,... un hombre que alimentaba un gran odio contra [Teodoro II Láscaris] y contra los romanos, fue herido de muerte por su primo hermano Kalimán, con el conocimiento de ciertos habitantes de [Tarnovo], cuando [Miguel] se estaba quedando en algún lugar fuera de esta ciudad; murió inmediatamente.
Jorge Acropolita: Historia.

## Ancestros
| \| \| \| \| \| \| \| \| \| \| \| \| \| \| \| \| \| \| \| \| 4. Iván Asen I \| \| \| \| \| \| \| \| \| \| \| \| \| \| \| \| \| \| \| \| \| \| \| \| \| \| \| \| \| \| \| \| \| \| \| \| \| \| \| \| \| \| \| \| \| \| \| \| \| \| \| \| \| \| Iván Asen II \| \| \| \| \| \| \| \| \| \| \| \| \| \| \| \| \| \| \| \| \| \| \| \| \| \| \| \| \| \| \| \| \| \| \| \| \| \| \| \| \| \| \| \| \| \| \| \| \| \| \| \| \| \| 5. Helena Eugenia de Bulgaria \| \| \| \| \| \| \| \| \| \| \| \| \| \| \| \| \| \| \| \| \| \| \| \| \| \| \| \| \| \| \| \| \| \| \| \| \| \| \| \| \| \| \| \| \| \| \| \| \| \| \| \| \| \| 1. Miguel II Asen \| \| \| \| \| \| \| \| \| \| \| \| \| \| \| \| \| \| \| \| \| \| \| \| \| \| \| \| \| \| \| \| \| \| \| \| \| \| \| \| \| \| \| \| \| \| \| \| \| \| \| \| \| \| 24. Constantino Ángelo \| \| \| \| \| \| \| \| \| \| \| \| \| \| \| \| \| \| \| \| \| \| \| \| \| \| \| \| \| \| \| \| \| \| \| \| \| \| \| \| \| \| \| \| \| \| \| \| \| \| \| \| \| \| 12. Juan Ducas \| \| \| \| \| \| \| \| \| \| \| \| \| \| \| \| \| \| \| \| \| \| \| \| \| \| \| \| \| \| \| \| \| \| \| \| \| \| \| \| \| \| \| \| \| \| \| \| \| \| \| \| \| \| 25. Teodora Comnena Angelina \| \| \| \| \| \| \| \| \| \| \| \| \| \| \| \| \| \| \| \| \| \| \| \| \| \| \| \| \| \| \| \| \| \| \| \| \| \| \| \| \| \| \| \| \| \| \| \| \| \| \| \| \| \| 6. Teodoro Comneno Ducas \| \| \| \| \| \| \| \| \| \| \| \| \| \| \| \| \| \| \| \| \| \| \| \| \| \| \| \| \| \| \| \| \| \| \| \| \| \| \| \| \| \| \| \| \| \| \| \| \| \| \| \| \| \| 13. Zoe Ducaina \| \| \| \| \| \| \| \| \| \| \| \| \| \| \| \| \| \| \| \| \| \| \| \| \| \| \| \| \| \| \| \| \| \| \| \| \| \| \| \| \| \| \| \| \| \| \| \| \| \| \| \| \| \| Irene Comnena Ducaina \| \| \| \| \| \| \| \| \| \| \| \| \| \| \| \| \| \| \| \| \| \| \| \| \| \| \| \| \| \| \| \| \| \| \| \| \| \| \| \| \| \| \| \| \| \| \| \| \| \| \| \| \| \| 7. María Petralifena \| \| \| \| \| \| \| \| \| \| \| \| \| \| \| \| \| \| \| \| \| \| \| \| \| \| \| \| \| \| \| \| \| \| \| \| \| \| \| \| \| \| \| \| \| \| \| \| \| \| \| \| |                               |  |  |  |  |  |  |  |  |  |  |  |  |  |  |  |
| |                               |  |  |  |  |  |  |  |  |  |  |  |  |  |  |  |
| | 4. Iván Asen I                |  |  |  |  |  |  |  |  |  |  |  |  |  |  |  |
| |                               |  |  |  |  |  |  |  |  |  |  |  |  |  |  |  |
| |                               |  |  |  |  |  |  |  |  |  |  |  |  |  |  |  |
| | Iván Asen II                  |  |  |  |  |  |  |  |  |  |  |  |  |  |  |  |
| |                               |  |  |  |  |  |  |  |  |  |  |  |  |  |  |  |
| |                               |  |  |  |  |  |  |  |  |  |  |  |  |  |  |  |
| | 5. Helena Eugenia de Bulgaria |  |  |  |  |  |  |  |  |  |  |  |  |  |  |  |
| |                               |  |  |  |  |  |  |  |  |  |  |  |  |  |  |  |
| |                               |  |  |  |  |  |  |  |  |  |  |  |  |  |  |  |
| | 1. Miguel II Asen             |  |  |  |  |  |  |  |  |  |  |  |  |  |  |  |
| |                               |  |  |  |  |  |  |  |  |  |  |  |  |  |  |  |
| |                               |  |  |  |  |  |  |  |  |  |  |  |  |  |  |  |
| | 24. Constantino Ángelo        |  |  |  |  |  |  |  |  |  |  |  |  |  |  |  |
| |                               |  |  |  |  |  |  |  |  |  |  |  |  |  |  |  |
| |                               |  |  |  |  |  |  |  |  |  |  |  |  |  |  |  |
| | 12. Juan Ducas                |  |  |  |  |  |  |  |  |  |  |  |  |  |  |  |
| |                               |  |  |  |  |  |  |  |  |  |  |  |  |  |  |  |
| |                               |  |  |  |  |  |  |  |  |  |  |  |  |  |  |  |
| | 25. Teodora Comnena Angelina  |  |  |  |  |  |  |  |  |  |  |  |  |  |  |  |
| |                               |  |  |  |  |  |  |  |  |  |  |  |  |  |  |  |
| |                               |  |  |  |  |  |  |  |  |  |  |  |  |  |  |  |
| | 6. Teodoro Comneno Ducas      |  |  |  |  |  |  |  |  |  |  |  |  |  |  |  |
| |                               |  |  |  |  |  |  |  |  |  |  |  |  |  |  |  |
| |                               |  |  |  |  |  |  |  |  |  |  |  |  |  |  |  |
| | 13. Zoe Ducaina               |  |  |  |  |  |  |  |  |  |  |  |  |  |  |  |
| |                               |  |  |  |  |  |  |  |  |  |  |  |  |  |  |  |
| |                               |  |  |  |  |  |  |  |  |  |  |  |  |  |  |  |
| | Irene Comnena Ducaina         |  |  |  |  |  |  |  |  |  |  |  |  |  |  |  |
| |                               |  |  |  |  |  |  |  |  |  |  |  |  |  |  |  |
| |                               |  |  |  |  |  |  |  |  |  |  |  |  |  |  |  |
| | 7. María Petralifena          |  |  |  |  |  |  |  |  |  |  |  |  |  |  |  |
| |                               |  |  |  |  |  |  |  |  |  |  |  |  |  |  |  |
| |                               |  |  |  |  |  |  |  |  |  |  |  |  |  |  |  |

### Primary sources
- George Akropolites: The History (Translated with and Introduction and Commentary by Ruth Macrides) (2007). Oxford University Press. ISBN 978-0-19-921067-1.
- The Mission of Friar William of Rubruck: His journey to the court of the Great Khan Möngke, 1253–1255 (Translated by Peter Jackson, Introduction, notes, and appendices by Peter Jackson and David Morgan) (2009). The Hakluyt Society. ISBN 978-0-87220-981-7.

### Secondary sources
- Fine, John V. A. (1994). The Late Medieval Balkans: A Critical Survey from the Late Twelfth Century to the Ottoman Conquest (en inglés). University of Michigan Press. ISBN 0-472-08260-4.
- Madgearu, Alexandru (2017). The Asanids: The Political and Military History of the Second Bulgarian Empire, 1185–1280 (en inglés). Brill. ISBN 978-9-004-32501-2.
- Nicol, Donald M. (1984). The Despotate of Epiros, 1267–1479: A Contribution to the History of Greece in the Middle Ages (en inglés). Cambridge University Press. ISBN 978-0-521-13089-9.
- Treadgold, Warren (1997). A History of the Byzantine State and Society (en inglés). Stanford University Press. ISBN 0-8047-2630-2.
- Vásáry, István (2005). Cumans and Tatars: Oriental Military in the Pre-Ottoman Balkans, 1185–1365 (en inglés). Cambridge University Press. ISBN 0-521-83756-1.